# Jambo Dalem
Jambo Dalem is een bestuurslaag in het regentschap Aceh Selatan van de provincie Atjeh, Indonesië. Jambo Dalem telt 1474 inwoners (volkstelling 2010).